# Slingerplant

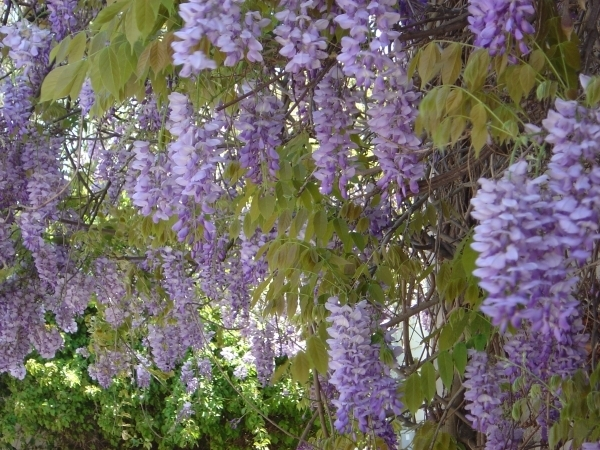
Blauweregen (wisteria), een populaire slingerplant

Een slingerplant is een klimplant waarvan de takken in schroefvorm groeien, waarmee ze zich om andere objecten wikkelen, bijvoorbeeld om bomen. Zodoende komt de plant hogerop zonder zelf bijzonder stevig te hoeven zijn. Slingerplanten kunnen in tegenstelling tot andere klimplanten niet tegen een vlakke muur klimmen doordat de ranken geen hechtwortels vormen.

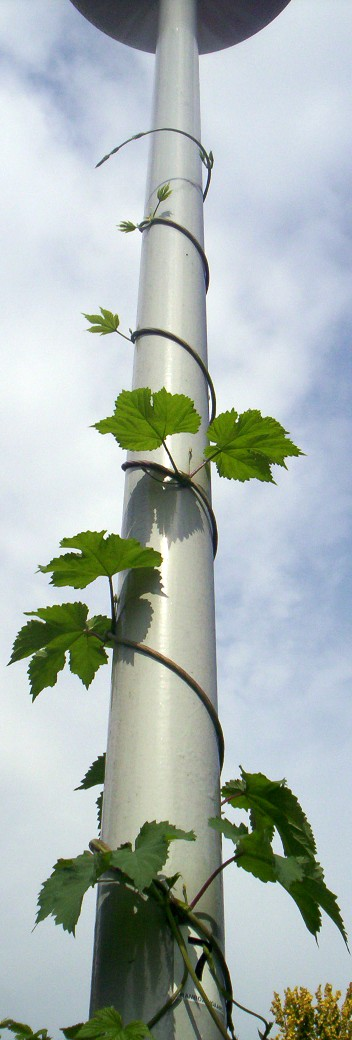
Hop (rechtswindend) om lichtmast

Groeit een slingerplant om een boomtak, dan kan die tak zo sterk worden ingesnoerd dat hij zelf een spiraalvorm krijgt.
Slingerplanten zijn links- of rechtswindend. Dit is meestal soortspecifiek. Of een slingerplant links- of rechtswindend is hangt van het perspectief af. Slingerplanten groeien meestal recht omhoog een klimsteun in en daarbij geldt volgende regel:
- rechtswindend wanneer ze van bovenaf gezien met de klok mee draaiend omhoog groeit.
- linkswindend wanneer ze van bovenaf gezien tegen de klok in draaiend omhoog groeit.

Over links- of rechtswindend bestaat evenwel geen eensgezindheid.